# Volta Limburg Classic 2016
La 43e édition de la Volta Limburg Classic a eu lieu le 2 avril 2016. La course fait partie du calendrier UCI Europe Tour 2016 en catégorie 1.1.
L'épreuve a été remportée par le Néerlandais Floris Gerts (BMC Racing) qui s'impose dans le même temps que l'Italien Sonny Colbrelli (Bardiani CSF), qui revenait au sprint sur lui, et deux secondes devant son coéquipier le Belge Philippe Gilbert.

## Présentation

### Équipes
Classée en catégorie 1.1 de l'UCI Europe Tour, la Volta Limburg Classic est par conséquent ouverte aux WorldTeams dans la limite de 50 % des équipes participantes, aux équipes continentales professionnelles, aux équipes continentales et aux équipes nationales.
Vingt-quatre équipes participent à cette Volta Limburg Classic - deux WorldTeams, neuf équipes continentales professionnelles et treize équipes continentales :
| UCI WorldTeams  | UCI WorldTeams | UCI WorldTeams |
| Nom de l'équipe | Pays           | Code           |
| --------------- | -------------- | -------------- |
| BMC Racing      | États-Unis     | BMC            |
| Lotto NL-Jumbo  | Pays-Bas       | TLJ            |

| Équipes continentales professionnelles | Équipes continentales professionnelles | Équipes continentales professionnelles |
| Nom de l'équipe                        | Pays                                   | Code                                   |
| -------------------------------------- | -------------------------------------- | -------------------------------------- |
| Bardiani CSF                           | Italie                                 | BAR                                    |
| CCC Sprandi Polkowice                  | Pologne                                | CCC                                    |
| Direct Énergie                         | France                                 | DEN                                    |
| Gazprom-RusVelo                        | Russie                                 | GAZ                                    |
| Nippo-Vini Fantini                     | Italie                                 | NIP                                    |
| ONE                                    | Royaume-Uni                            | ONE                                    |
| Roompot-Oranje Peloton                 | Pays-Bas                               | ROP                                    |
| Stölting Service Group                 | Allemagne                              | SSG                                    |
| Topsport Vlaanderen-Baloise            | Belgique                               | TSV                                    |

| Équipes continentales            | Équipes continentales | Équipes continentales |
| Nom de l'équipe                  | Pays                  | Code                  |
| -------------------------------- | --------------------- | --------------------- |
| 3M                               | Belgique              | MMM                   |
| An Post-ChainReaction            | Irlande               | SKT                   |
| Baby-Dump                        | Pays-Bas              | BBD                   |
| Coop-Øster Hus                   | Norvège               | COH                   |
| Crelan-Vastgoedservice           | Belgique              | CRV                   |
| Differdange-Losch                | Luxembourg            | CCD                   |
| Jo Piels                         | Pays-Bas              | CJP                   |
| Join-S-De Rijke                  | Pays-Bas              | RIJ                   |
| Kuota-Lotto                      | Allemagne             | TKG                   |
| Metec-TKH-Mantel                 | Pays-Bas              | MET                   |
| Parkhotel Valkenburg             | Pays-Bas              | PVC                   |
| Rabobank Development             | Pays-Bas              | RDT                   |
| Wallonie Bruxelles-Group Protect | Belgique              | WBC                   |

### Primes
Les vingt prix sont attribués suivant le barème de l'UCI,. Le total général des prix distribués est de 14 477 €.
| Position | 1er     | 2e      | 3e      | 4e    | 5e    | 6e    | 7e    | 8e    | 9e    | 10e à 20e |
| Prix     | 5 785 € | 2 895 € | 1 445 € | 715 € | 580 € | 433 € | 433 € | 287 € | 287 € | 147 €     |

## Classements

### Classement final
| Classement final | Classement final | Classement final | Classement final                 | Classement final   |
|                  | Coureur          | Pays             | Équipe                           | Temps              |
| ---------------- | ---------------- | ---------------- | -------------------------------- | ------------------ |
| 1er              | Floris Gerts     | Pays-Bas         | BMC Racing                       | en 4 h 56 min 29 s |
| 2e               | Sonny Colbrelli  | Italie           | Bardiani CSF                     | + 0 s              |
| 3e               | Philippe Gilbert | Belgique         | BMC Racing                       | + 2 s              |
| 4e               | Rick Zabel       | Allemagne        | BMC Racing                       | + 2 s              |
| 5e               | Iuri Filosi      | Italie           | Nippo-Vini Fantini               | + 2 s              |
| 6e               | Huub Duyn        | Pays-Bas         | Roompot-Oranje Peloton           | + 2 s              |
| 7e               | Krister Hagen    | Norvège          | Coop-Øster Hus                   | + 2 s              |
| 8e               | Olivier Pardini  | Belgique         | Wallonie Bruxelles-Group Protect | + 2 s              |
| 9e               | Loïc Vliegen     | Belgique         | BMC Racing                       | + 6 s              |
| 10e              | Dylan Teuns      | Belgique         | BMC Racing                       | + 12 s             |
| modifier         |                  |                  |                                  |                    |

### UCI Europe Tour
Cette Volta Limburg Classic attribue des points pour l'UCI Europe Tour 2016, par équipes seulement aux coureurs des équipes continentales professionnelles et continentales, individuellement à tous les coureurs sauf ceux faisant partie d'une équipe ayant un label WorldTeam.
| Position           | 1er | 2e | 3e | 4e | 5e | 6e | 7e | 8e | 9e | 10e | 11e | 12e | 13e à 15e | 16e à 25e |
| Classement général | 125 | 85 | 70 | 60 | 50 | 40 | 35 | 30 | 25 | 20  | 15  | 10  | 5         | 3         |

## Liste des participants
- Liste de départ complète

| Légende | Légende                                                                    | Légende | Légende                                                    |
| ------- | -------------------------------------------------------------------------- | ------- | ---------------------------------------------------------- |
| Num     | Dossard de départ porté par le coureur sur cette Volta Limburg Classic     | Pos     | Position à l'arrivée de la course                          |
|         | Indique un maillot de champion national ou mondial, suivi de sa spécialité | NP      | Indique un coureur qui n'a pas pris le départ de la course |
| AB      | Indique un coureur qui n'a pas terminé la course                           | HD      | Indique un coureur qui a terminé la course hors des délais |
| DSQ     | Indique un coureur qui a été disqualifié de la course                      |         |                                                            |

| BMC Racing BMC                      | BMC Racing BMC         | BMC Racing BMC |
| ----------------------------------- | ---------------------- | -------------- |
| Num                                 | Coureur                | Pos            |
| 1                                   | Philippe Gilbert (BEL) | 3e             |
| 2                                   | Dylan Teuns (BEL)      | 10e            |
| 3                                   | Floris Gerts (NED)     | 1er            |
| 4                                   | Ben Hermans (BEL)      | AB             |
| 5                                   | Manuel Senni (ITA)     | 47e            |
| 6                                   | Tom Bohli (SUI)        | AB             |
| 7                                   | Loïc Vliegen (BEL)     | 9e             |
| 8                                   | Rick Zabel (GER)       | 4e             |
| Directeur sportif : Jackson Stewart |                        |                |

| Lotto NL-Jumbo TLJ                | Lotto NL-Jumbo TLJ      | Lotto NL-Jumbo TLJ |
| --------------------------------- | ----------------------- | ------------------ |
| Num                               | Coureur                 | Pos                |
| 11                                | Moreno Hofland (NED)    | 12e                |
| 12                                | Dylan Groenewegen (NED) | 52e                |
| 13                                |                         |                    |
| 14                                | Steven Lammertink (NED) | AB                 |
| 15                                | Twan Castelijns (NED)   | 65e                |
| 16                                | Martijn Keizer (NED)    | 66e                |
| 17                                | Jos van Emden (NED)     | 56e                |
| 18                                | Alexey Vermeulen (USA)  | AB                 |
| Directeur sportif : Frans Maassen |                         |                    |

| CCC Sprandi Polkowice CCC              | CCC Sprandi Polkowice CCC      | CCC Sprandi Polkowice CCC |
| -------------------------------------- | ------------------------------ | ------------------------- |
| Num                                    | Coureur                        | Pos                       |
| 21                                     | Davide Rebellin (ITA)          | 28e                       |
| 22                                     | Nikolay Mihaylov (BUL) (Route) | AB                        |
| 23                                     | Marcin Mrożek (POL)            | 74e                       |
| 24                                     | Łukasz Owsian (POL)            | 51e                       |
| 25                                     | Leszek Pluciński (POL)         | 63e                       |
| 26                                     | Adrian Honkisz (POL)           | AB                        |
| 27                                     | Felix Großschartner (AUT)      | AB                        |
| 28                                     | Jan Hirt (CZE)                 | 67e                       |
| Directeur sportif : Sławomir Błaszczyk |                                |                           |

| Roompot-Oranje Peloton ROP               | Roompot-Oranje Peloton ROP | Roompot-Oranje Peloton ROP |
| ---------------------------------------- | -------------------------- | -------------------------- |
| Num                                      | Coureur                    | Pos                        |
| 31                                       | Michel Kreder (NED)        | 20e                        |
| 32                                       | Huub Duyn (NED)            | 6e                         |
| 33                                       | Reinier Honig (NED)        | AB                         |
| 34                                       | Maurits Lammertink (NED)   | 22e                        |
| 35                                       | André Looij (NED)          | AB                         |
| 36                                       | Barry Markus (NED)         | AB                         |
| 37                                       | Antwan Tolhoek (NED)       | AB                         |
| 38                                       | Nick van der Lijke (NED)   | 59e                        |
| Directeur sportif : Jean-Paul van Poppel |                            |                            |

| Gazprom-RusVelo GAZ               | Gazprom-RusVelo GAZ       | Gazprom-RusVelo GAZ |
| --------------------------------- | ------------------------- | ------------------- |
| Num                               | Coureur                   | Pos                 |
| 41                                | Igor Boev (RUS)           | AB                  |
| 42                                | Roman Kustadinchev (RUS)  | 64e                 |
| 43                                | Sergey Nikolaev (RUS)     | AB                  |
| 44                                | Ivan Savitskiy (RUS)      | 29e                 |
| 45                                | Viktor Manakov (RUS)      | AB                  |
| 46                                | Evgeny Shalunov (RUS)     | AB                  |
| 47                                | Andrey Solomennikov (RUS) | 54e                 |
| 48                                | Mamyr Stash (RUS)         | AB                  |
| Directeur sportif : Alexei Markov |                           |                     |

| Stölting Service Group SSG         | Stölting Service Group SSG | Stölting Service Group SSG |
| ---------------------------------- | -------------------------- | -------------------------- |
| Num                                | Coureur                    | Pos                        |
| 51                                 | Gerald Ciolek (GER)        | AB                         |
| 52                                 | Rasmus Guldhammer (DEN)    | AB                         |
| 53                                 | Alex Kirsch (LUX)          | AB                         |
| 54                                 | Romain Lemarchand (FRA)    | 72e                        |
| 55                                 | Christian Mager (GER)      | AB                         |
| 56                                 | Michael Reihs (DEN)        | 14e                        |
| 57                                 | Jonas Tenbrock (GER)       | AB                         |
| 58                                 | Fabian Wegmann (GER)       | AB                         |
| Directeur sportif : André Steensen |                            |                            |

| Bardiani CSF BAR                      | Bardiani CSF BAR         | Bardiani CSF BAR |
| ------------------------------------- | ------------------------ | ---------------- |
| Num                                   | Coureur                  | Pos              |
| 61                                    | Sonny Colbrelli (ITA)    | 2e               |
| 62                                    | Alessandro Tonelli (ITA) | AB               |
| 63                                    | Nicola Boem (ITA)        | 68e              |
| 64                                    | Lorenzo Rota (ITA)       | 31e              |
| 65                                    | Mirco Maestri (ITA)      | 73e              |
| 66                                    | Nicola Ruffoni (ITA)     | AB               |
| 67                                    | Paolo Simion (ITA)       | 71e              |
| 68                                    | Luca Sterbini (ITA)      | AB               |
| Directeur sportif : Roberto Reverberi |                          |                  |

| Nippo-Vini Fantini NIP            | Nippo-Vini Fantini NIP     | Nippo-Vini Fantini NIP |
| --------------------------------- | -------------------------- | ---------------------- |
| Num                               | Coureur                    | Pos                    |
| 71                                | Damiano Cunego (ITA)       | 70e                    |
| 72                                | Pierpaolo De Negri (ITA)   | 41e                    |
| 73                                | Iuri Filosi (ITA)          | 5e                     |
| 74                                | Eduard-Michael Grosu (ROU) | AB                     |
| 75                                | Manabu Ishibashi (JPN)     | AB                     |
| 76                                | Yūma Koishi (JPN)          | AB                     |
| 77                                | Riccardo Stacchiotti (ITA) | AB                     |
| 78                                | Gianfranco Zilioli (ITA)   | 42e                    |
| Directeur sportif : Mario Manzoni |                            |                        |

| Direct Énergie DEN                  | Direct Énergie DEN       | Direct Énergie DEN |
| ----------------------------------- | ------------------------ | ------------------ |
| Num                                 | Coureur                  | Pos                |
| 81                                  | Thomas Boudat (FRA)      | AB                 |
| 82                                  | Lilian Calmejane (FRA)   | 21e                |
| 83                                  | Romain Guillemois (FRA)  | AB                 |
| 84                                  | Fabien Grellier (FRA)    | 37e                |
| 85                                  | Guillaume Thévenot (FRA) | 60e                |
| 86                                  |                          |                    |
| 87                                  |                          |                    |
| 88                                  |                          |                    |
| Directeur sportif : Lylian Lebreton |                          |                    |

| ONE                                 | ONE                      | ONE |
| ----------------------------------- | ------------------------ | --- |
| Num                                 | Coureur                  | Pos |
| 91                                  | Hayden McCormick (NZL)   | AB  |
| 92                                  | Marcin Białobłocki (GBR) | 61e |
| 93                                  | Kristian House (GBR)     | AB  |
| 94                                  | Joshua Hunt (GBR)        | AB  |
| 95                                  | Sebastian Lander (DEN)   | AB  |
| 96                                  | Martin Mortensen (DEN)   | 57e |
| 97                                  | Chris Opie (GBR)         | AB  |
| 98                                  | Steele Von Hoff (AUS)    | 16e |
| Directeur sportif : Matthew Winston |                          |     |

| Topsport Vlaanderen-Baloise TSV    | Topsport Vlaanderen-Baloise TSV | Topsport Vlaanderen-Baloise TSV |
| ---------------------------------- | ------------------------------- | ------------------------------- |
| Num                                | Coureur                         | Pos                             |
| 101                                | Jens Wallays (BEL)              | AB                              |
| 102                                | Maxime Farazijn (BEL)           | AB                              |
| 103                                | Eliot Lietaer (BEL)             | 34e                             |
| 104                                | Ruben Pols (BEL)                | AB                              |
| 105                                | Dries Van Gestel (BEL)          | AB                              |
| 106                                | Jef Van Meirhaeghe (BEL)        | AB                              |
| 107                                | Otto Vergaerde (BEL)            | 58e                             |
| 108                                | Floris De Tier (BEL)            | 32e                             |
| Directeur sportif : Hans De Clercq |                                 |                                 |

| Rabobank Development RDT                | Rabobank Development RDT  | Rabobank Development RDT |
| --------------------------------------- | ------------------------- | ------------------------ |
| Num                                     | Coureur                   | Pos                      |
| 111                                     | Martijn Tusveld (NED)     | 55e                      |
| 112                                     | Mitchell Cornelisse (NED) | AB                       |
| 113                                     | Merijn Korevaar (NED)     | AB                       |
| 114                                     | Peter Lenderink (NED)     | 33e                      |
| 115                                     | Jeroen Meijers (NED)      | 15e                      |
| 116                                     | Cees Bol (NED)            | 77e                      |
| 117                                     |                           |                          |
| 118                                     |                           |                          |
| Directeur sportif : Richard Groenendaal |                           |                          |

| Kuota-Lotto TKG                    | Kuota-Lotto TKG             | Kuota-Lotto TKG |
| ---------------------------------- | --------------------------- | --------------- |
| Num                                | Coureur                     | Pos             |
| 121                                | Moritz Backofen (GER)       | AB              |
| 122                                | Andre Benoit (GER)          | AB              |
| 123                                | Frederik Dombrowski (GER)   | AB              |
| 124                                | Raphael Freienstein (GER)   | 18e             |
| 125                                | Tobias Knaup (GER)          | AB              |
| 126                                | Marcel Meisen (GER)         | AB              |
| 127                                | Robert Retschke (GER)       | AB              |
| 128                                | Daniel Westmattelmann (GER) | AB              |
| Directeur sportif : Markus Felsing |                             |                 |

| Baby-Dump BBD                    | Baby-Dump BBD            | Baby-Dump BBD |
| -------------------------------- | ------------------------ | ------------- |
| Num                              | Coureur                  | Pos           |
| 131                              | Sjors Dekker (NED)       | AB            |
| 132                              | Lars van de Vall (NED)   | AB            |
| 133                              | Koos Jeroen Kers (NED)   | AB            |
| 134                              | Rick Ottema (NED)        | AB            |
| 135                              | Harry Sweering (NED)     | AB            |
| 136                              | Tristan Timmermans (NED) | AB            |
| 137                              | Rick van Breda (NED)     | AB            |
| 138                              | Tom Vermeer (NED)        | AB            |
| Directeur sportif : Paul Lacroix |                          |               |

| Crelan-Vastgoedservice CRV       | Crelan-Vastgoedservice CRV | Crelan-Vastgoedservice CRV |
| -------------------------------- | -------------------------- | -------------------------- |
| Num                              | Coureur                    | Pos                        |
| 141                              | Dennis Coenen (BEL)        | 35e                        |
| 142                              | Gerry Druyts (BEL)         | 13e                        |
| 143                              | Yannick Eijssen (BEL)      | AB                         |
| 144                              | Pieter Jacobs (BEL)        | 26e                        |
| 145                              | Xandro Meurisse (BEL)      | 19e                        |
| 146                              | Jordi Van Dingenen (BEL)   | AB                         |
| 147                              | Rob Ruijgh (NED)           | 62e                        |
| 148                              | Alexander Geuens (BEL)     | AB                         |
| Directeur sportif : Roger Loysch |                            |                            |

| Parkhotel Valkenburg PVC       | Parkhotel Valkenburg PVC  | Parkhotel Valkenburg PVC |
| ------------------------------ | ------------------------- | ------------------------ |
| Num                            | Coureur                   | Pos                      |
| 151                            | Jasper Ockeloen (NED)     | 39e                      |
| 152                            | Massimo Graziato (ITA)    | 50e                      |
| 153                            | Jochem Hoekstra (NED)     | 40e                      |
| 154                            | Bram Nolten (NED)         | 69e                      |
| 155                            | Thijs Zonneveld (NED)     | AB                       |
| 156                            | Thijs van Beusichem (NED) | AB                       |
| 157                            | Sven van Luijk (NED)      | 43e                      |
| 158                            | Marco Zanotti (ITA)       | 27e                      |
| Directeur sportif : Paul Tabak |                           |                          |

| Jo Piels CJP                        | Jo Piels CJP          | Jo Piels CJP |
| ----------------------------------- | --------------------- | ------------ |
| Num                                 | Coureur               | Pos          |
| 161                                 | Maikel Bos (NED)      | AB           |
| 162                                 | Gert-Jan Bosman (NED) | AB           |
| 163                                 | Twan Brusselman (NED) | AB           |
| 164                                 | Adriaan Janssen (NED) | AB           |
| 165                                 | Stefan Poutsma (NED)  | AB           |
| 166                                 | Elmar Reinders (NED)  | 17e          |
| 167                                 | Joey van Rhee (NED)   | AB           |
| 168                                 | Gijs Verdick (NED)    | AB           |
| Directeur sportif : Sjaak van Hooft |                       |              |

| Metec-TKH-Mantel MET                     | Metec-TKH-Mantel MET     | Metec-TKH-Mantel MET |
| ---------------------------------------- | ------------------------ | -------------------- |
| Num                                      | Coureur                  | Pos                  |
| 171                                      | Jarno Gmelich (NED)      | 75e                  |
| 172                                      | Jasper Hamelink (NED)    | AB                   |
| 173                                      | Sjoerd Kouwenhoven (NED) | AB                   |
| 174                                      | Stef Krul (NED)          | AB                   |
| 175                                      | Niels Goeree (NED)       | AB                   |
| 176                                      | Robbie van Bakel (NED)   | AB                   |
| 177                                      | Oscar Riesebeek (NED)    | 30e                  |
| 178                                      | Dries Hollanders (BEL)   | AB                   |
| Directeur sportif : Adri van Houwelingen |                          |                      |

| 3M MMM                           | 3M MMM                | 3M MMM |
| -------------------------------- | --------------------- | ------ |
| Num                              | Coureur               | Pos    |
| 181                              | Edwig Cammaerts (BEL) | AB     |
| 182                              | Gertjan De Vos (BEL)  | AB     |
| 183                              | Laurent Évrard (BEL)  | 24e    |
| 184                              | Jelle Goderis (BEL)   | AB     |
| 185                              | Dick Janssen (NED)    | AB     |
| 186                              | Jimmy Janssens (BEL)  | 38e    |
| 187                              |                       |        |
| 188                              | Kenny Willems (BEL)   | AB     |
| Directeur sportif : Frank Boeckx |                       |        |

| Join-S-De Rijke RIJ               | Join-S-De Rijke RIJ      | Join-S-De Rijke RIJ |
| --------------------------------- | ------------------------ | ------------------- |
| Num                               | Coureur                  | Pos                 |
| 191                               | Matthijs Eversdijk (NED) | AB                  |
| 192                               | Robbert de Greef (NED)   | 48e                 |
| 193                               | Jetse Bol (NED)          | 46e                 |
| 194                               | Ike Groen (NED)          | 53e                 |
| 195                               | Luuc Bugter (NED)        | AB                  |
| 196                               | Daan Meijers (NED)       | 45e                 |
| 197                               | Wouter Mol (NED)         | 78e                 |
| 198                               | Coen Vermeltfoort (NED)  | 11e                 |
| Directeur sportif : Frank Kwanten |                          |                     |

| An Post-ChainReaction SKT         | An Post-ChainReaction SKT | An Post-ChainReaction SKT |
| --------------------------------- | ------------------------- | ------------------------- |
| Num                               | Coureur                   | Pos                       |
| 201                               | David Montgomery (IRL)    | AB                        |
| 202                               | Jasper Bovenhuis (NED)    | AB                        |
| 203                               | Oliver Kent-Spark (AUS)   | AB                        |
| 204                               |                           |                           |
| 205                               | Emiel Wastyn (BEL)        | AB                        |
| 206                               | Nicolas Vereecken (BEL)   | 23e                       |
| 207                               | Calvin Watson (AUS)       | AB                        |
| 208                               | Jack Wilson (IRL)         | AB                        |
| Directeur sportif : Kurt Bogaerts |                           |                           |

| Wallonie Bruxelles-Group Protect WBC | Wallonie Bruxelles-Group Protect WBC | Wallonie Bruxelles-Group Protect WBC |
| ------------------------------------ | ------------------------------------ | ------------------------------------ |
| Num                                  | Coureur                              | Pos                                  |
| 211                                  | Florent Delfosse (BEL)               | AB                                   |
| 212                                  | Sébastien Delfosse (BEL)             | 76e                                  |
| 213                                  | Olivier Pardini (BEL)                | 9e                                   |
| 214                                  | Thomas Wertz (BEL)                   | AB                                   |
| 215                                  | Gaëtan Pons (BEL)                    | AB                                   |
| 216                                  | Julien Stassen (BEL)                 | 25e                                  |
| 217                                  |                                      |                                      |
| 218                                  |                                      |                                      |
| Directeur sportif : Olivier Kaisen   |                                      |                                      |

| Coop-Øster Hus COH                    | Coop-Øster Hus COH        | Coop-Øster Hus COH |
| ------------------------------------- | ------------------------- | ------------------ |
| Num                                   | Coureur                   | Pos                |
| 221                                   | Ole André Austevoll (NOR) | AB                 |
| 222                                   | Håvard Blikra (NOR)       | AB                 |
| 223                                   | Krister Hagen (NOR)       | 7e                 |
| 224                                   | August Jensen (NOR)       | 36e                |
| 225                                   | Oscar Landa (NOR)         | AB                 |
| 226                                   | Øivind Lukkedahl (NOR)    | 49e                |
| 227                                   | Even Rege (NOR)           | AB                 |
| 228                                   | Magnus Børresen (NOR)     | AB                 |
| Directeur sportif : Gilbert De Weerdt |                           |                    |

| Differdange-Losch CCD             | Differdange-Losch CCD   | Differdange-Losch CCD |
| --------------------------------- | ----------------------- | --------------------- |
| Num                               | Coureur                 | Pos                   |
| 231                               | Filip Bengtsson (SWE)   | AB                    |
| 232                               | Ivan Centrone (LUX)     | AB                    |
| 233                               | Serge Dewortelaer (BEL) | DSQ                   |
| 234                               | Gediminas Kaupas (LTU)  | AB                    |
| 235                               | Tiago da Silva (LUX)    | AB                    |
| 236                               | Jan Petelin (LUX)       | AB                    |
| 237                               | Cedric Raymackers (BEL) | 44e                   |
| 238                               | Wayne Stijns (NED)      | AB                    |
| Directeur sportif : Gabriel Gatti |                         |                       |